# Pequeño mundo
Pequeño mundo è un album in studio del gruppo musicale cileno Inti-Illimani, pubblicato nel 2006.

## Descrizione
Questo lavoro ha le precise intenzioni di conservare, a quasi 40 anni dalla fondazione del gruppo, la stessa eleganza di sonorità e di parole, attinta alla tradizione popolare cilena, che gli è sempre stata propria.
Il brano Tu pequeño mundo è tratto dalla colonna sonora del cartone animato My Little World.
Registrato agli studi AUREC (Huizen, Paesi Bassi), Madreselva e Sysmo Records (Parigi, Francia), il disco è stato pubblicato nel 2006 in formato CD in Italia dalla Bravø Records e in Cile sotto l'etichetta Inti-Illimani. È stato inoltre ristampato, sempre in CD, dalla Condor Records nel 2013.

## Tracce
1. La guitarrera que toca – 4:47 (Patricio Manns)
2. La flor de la chamiza – 3:14 (Manuel Meriño)
3. Buonanotte fiorellino – 3:08 (Francesco De Gregori)
4. Noviembre – 4:10 (Jorge Coulón, Manuel Meriño)
5. La tarde se ha puesto triste – 5:10 (Rodolfo Ferrer, Pedro Luis Ferrer)
6. La prisionera – 4:00 (Patricio Manns, Marcelo Coulon)
7. De mi semilla – 2:41 (Jorge Coulón, Juan Flores)
8. Porteña – 4:01 (Daniel Cantillana, Daniel Delgado)
9. Rondombe – 4:00 (Manuel Meriño)
10. Tonada – 3:46 (Jorge Coulón)
11. Tu pequeño mundo – 6:51 (Manuel Meriño)

Durata totale: 45:48